# Дмитрієв Володимир Миколайович
Володимир Миколайович Дмитрієв (1838—1904) — доктор медицини, громадський діяч і кореспондент Миколаївської головної фізичної обсерваторії.

## З життєпису

Могила Володимира Дмитрієва

Після закінчення курсу на медичному факультеті Московського університету служив два роки на флоті, потім служив земським лікарем в Ялті, де вивчив Південний берег Криму в кліматичному і кліматолікувальному відношенні. За задумом Дмитрієва в Ялтинському повіті були організовані метеорологічні спостереження в декількох пунктах. Зібрані їм дані розроблені в його «Нарисі кліматичних і санітарних умов південного берега Криму» (Ялта, 1890).
Йому також належать:
- «Кефір, лікувальний напій з коров'ячого молока» (Ялта, 1883 — 1899, 7-е видання);
- «Лікування виноградом в Ялті і взагалі в Криму» (Ялта, 1896, 4-е видання) та інші.

В. М. Дмитрієв брав участь в створенні пансіону «Яузлар», в споруді чоловічої гімназії, театру, у відкритті народної бібліотеки. Останки видного лікаря-кліматолога в 1973 році були перенесені на Полікурівський меморіал.